# Midnight Man (Marvel Comics)
Midnight-Man (en español: Hombre de Medianoche) es un personaje ficticio que aparece en los cómics estadounidenses publicados por Marvel Comics. Dos personajes han asumido la identidad de Midnight-Man: Anton Mogart y su hijo Jeff Wilde.
Anton Mogart apareció en la serie del Universo cinematográfico de Marvel Moon Knight en (2022), interpretado por Gaspard Ulliel.

## Historial de publicaciones
Midnight-Man apareció por primera vez en Moon Knight #3 (enero de 1981), fue creado por Doug Moench y Bill Sienkiewicz. Posteriormente apareció en Moon Knight #9-10 (julio-agosto de 1981).

## Biografía ficticia

### Primeros años
No se sabe nada sobre el pasado de Anton Mogart antes de que comenzara a robar grandes obras de arte, joyas y demás de lugares de todo el mundo, los robos se produjeron puntualmente a la medianoche, lo que le valió el nombre de Midnight-Man. Vivía en una opulenta mansión de Nueva Jersey y robaba estas cosas simplemente para poseerlas, no por el dinero.

### Caballero Luna
El día 22 de una ola de robos en la ciudad de Nueva York, Mogart robó una rara pintura al óleo de Monet de la Galería de Arte Ramadan. Más tarde, es detenido por Caballero Luna y cayó al río y se presume que se ahogó. En realidad fue llevado por la corriente a Nueva York y la boca de un viaducto de drenaje. Allí los desechos de la cloaca derritieron su rostro dejándolo deforme. Escondido en las alcantarillas durante tres días, regresó a su casa y descubrió que la policía se había llevado todos sus bienes robados. Culpando al Caballero Luna por esto y su deformidad, juró venganza. Enloquecido, vivió en las alcantarillas y comenzó a recolectar basura en lugar de tesoros. Trabajó con Raoul Bushman, quien atrajo al Caballero Luna a una cámara de aguas residuales inundada con Midnight-Man en ella. Caballero Luna pudo cincelar una ruta de escape en el ladrillo y Midnight-Man una vez más fue arrastrado por un río.

### Muerte
Más tarde, al enterarse de que se estaba muriendo de cáncer, Mogart localizó a su hijo ilegítimo Jeff Wilde. Mogart luego le enseñó a Wilde sus secretos comerciales, pero le rogó que no se convirtiera en un criminal. Mogart luego desafió a Moon Knight por última vez y aparentemente murió como resultado. Después de su muerte, Wilde tomó el alias Medianoche y trató de convertirse en el compañero de Caballero Luna, pero terminó como un villano. Más tarde, después de una batalla con el Imperio Secreto, Jeff Wilde fue transformado en un cyborg por los científicos del Imperio Secreto. Salió a matar para llamar la atención de Caballero Luna. Caballero Luna venció a Midnight-Man en una brutal pelea.

## Poderes y habilidades
- Maestro ladrón: Anton era un consumado ladrón de arte que escapaba de las autoridades de todo el mundo.
- Artista marcial: Pudo defenderse contra Caballero Luna en una pelea.

### Armas
Una pistola y una daga oriental, esta última, parte de su colección de arte robada.

## En otros medios
Anton Mogart aparece en el episodio «The Friendly Type» de la serie de televisión del Universo cinematográfico de Marvel Moon Knight (2022), interpretado por Gaspard Ulliel, quien murió antes de que se lanzara la serie, y el episodio se dedicó en su memoria. Esta versión de Mogart es un coleccionista de antigüedades y conocido de Layla El-Faouly.